# Jomolhari
Jomolhari, Chomo Lhari of Qomo Lhari (Dzongkha / Tibetaans: ཇོ་མོ་ལྷ་རི, wylie: Jo-mo-lha-ri; Chinees: 绰莫拉日峰, pinyin: Chuòmòlārì Fēng) is een 7314 meter hoge berg in het oosten van de Himalaya, op de grens tussen Tibet en Bhutan. De noordwand van de berg torent 2700 m boven de Tsangpovallei in Tibet. De berg is heilig voor Tibetaanse boeddhisten, die haar als de woonplaats van de vijf Tscheringma-zusters zien, beschermheiligen van Bhutan en Tibet. Jaarlijks trekken pelgrims naar het meer Chomo Lharang, op 5100 m onder de bergtop.
De Jomolhari is goed zichtbaar vanaf de oude handelsroute vanuit Sikkim naar Tibet, die ten westen van de berg door het Pagridal naar de Tsangpovallei loopt.
De eerste beklimming dateert van mei 1937, door een vijfkoppige Britse expeditie. Freddie Spencer Chapman en Pasang Dawa Lama bereikten de top via de zuidoostkant. Sindsdien is de berg weinig beklommen, omdat de Bhutaanse zijde afgesloten was voor klimmers en de Tibetaanse zijde als zeer moeilijk geldt.